# 京急1500形電車
京急1500形電車（けいきゅう1500がたでんしゃ）は、京浜急行電鉄が1985年（昭和60年）4月1日に営業運転を開始し、1988年1月11日に同社で初めてアルミニウム合金製車体を採用した車両が営業運転を開始した通勤形電車。
本項では、特記のない限り、各種文献に倣い、京急本線上で南側を「浦賀寄り」または「浦賀方」、北側を「品川寄り」または「品川方」、東側を「海側」、西側を「山側」と呼ぶ。編成番号は浦賀方先頭車の車両番号で代表する。本文中の編成表は左を浦賀方として表記する。「1000形」は1959年（昭和34年）登場の1000形（初代）、「新1000形」は2002年（平成14年）登場の1000形（2代）、「800形」は1978年（昭和53年）登場の800形（2代）、「600形」は1994年（平成6年）登場の600形（3代）を指すものとする。

## 概要
旧1000形の初期グループの置き換えを目的に、第2世代の東京都交通局（都営地下鉄）浅草線・京成電鉄・北総開発鉄道（現・北総鉄道）への乗り入れ車両として、1993年（平成5年）までに166両が製造された。
1985年（昭和60年）・1986年（昭和61年）製の20両は普通鋼製、1988年（昭和63年）製以降の車両はアルミ合金製車体を採用した。1970年代 - 1980年代の輸送形態の変化に頻繁な編成替で対応した1000形と同様、柔軟な運用が出来るよう補機を含めて2両1ユニットで構成されている。1971年製の1000形から採用していた電装品の共通設計は本形式では採用されず、三菱電機（以下、三菱）製と東洋電機製造（以下、東洋）製で使用機器が異なるが、両者を混成して編成を組むこと、ユニットを組むことができる。編成形態は最初に4両固定編成で落成したが、当初から6両固定、8両固定編成のほか、最大12両編成までの運用が考慮されていた。
本形式が登場した1985年には、既にVVVFインバータ制御車が出現していたが、当時はまだインバータ容量が小さいなどの技術的黎明期にあり、本形式は当初技術的に確立していた界磁チョッパ制御を採用、増備途上の1990年（平成2年）からVVVFインバータ制御を採用した。

## 車両概説
本項では落成当時の仕様および共通事項について述べ、次車別の差異については次項で述べる。

### 外観

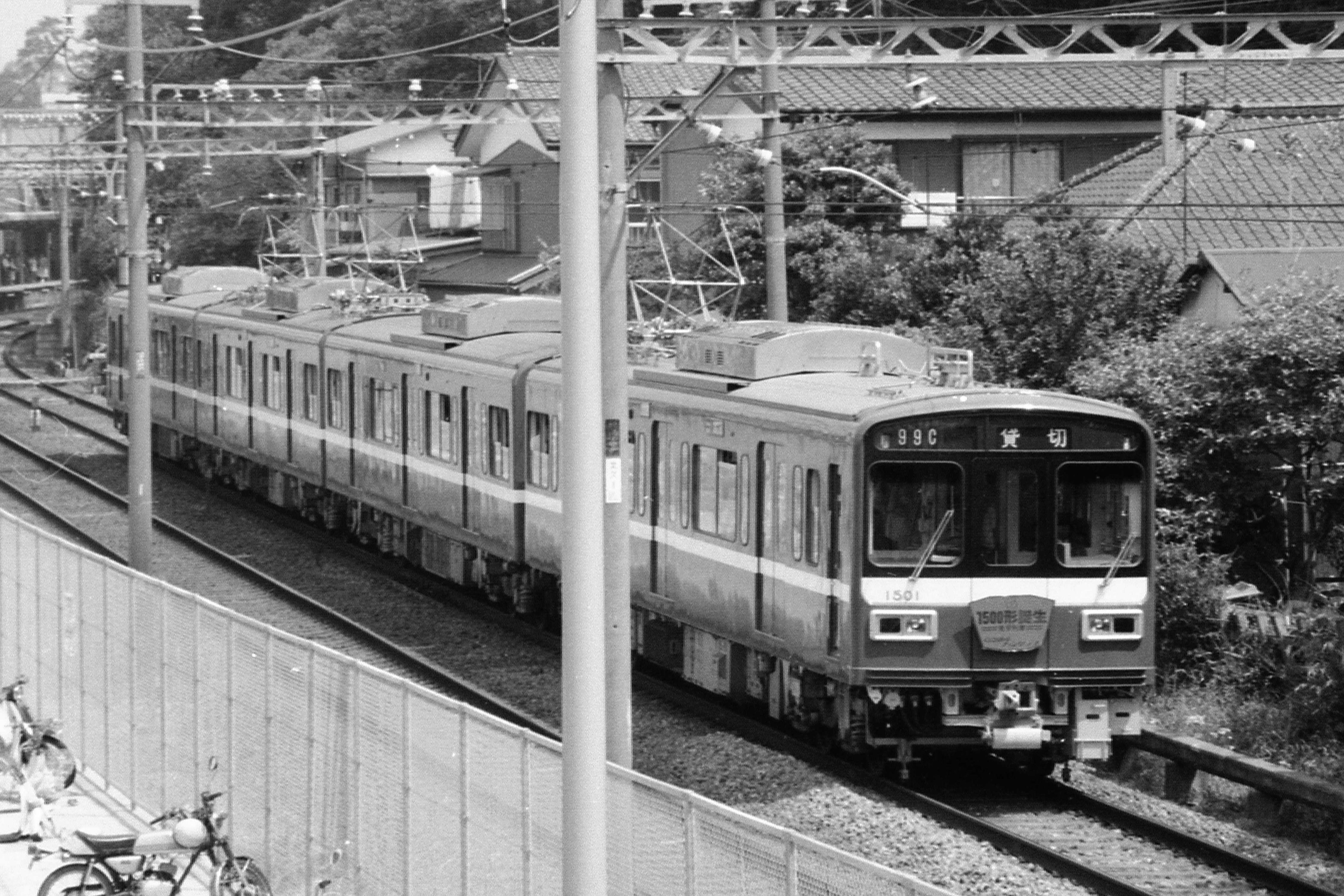
1500形登場記念の貸し切り列車

正面には京急で初めてスイング式プラグドアを採用、800形以降採用されていた正面窓周りを一段くぼませるデザインに加え、窓周囲を黒く塗装することで3枚の窓、各幕窓を一体的に見える様処理されている。前照灯・尾灯は2000形同様一体のケースに収められ、この時期各社で採用が始まったLED式の尾灯を採用した。
車体外板塗色は赤、窓下に幅150 mmの白帯を引いた京急標準色であるが、次代の600形以降、新造車は窓周り白の塗り分けに変更されたため、2020年現在この塗装は当形式が最後となっている。
ほぼ車両全幅にわたるアンチクライマーを設けたこと、製造当時の京急車標準の車体断面を採用したことから、従来車と大きく異なるデザインながら京急らしさを漂わせる。京急初の両開き3扉車となり、車端部とドア間で幅の異なる2連式のバランサ付1枚下降窓を採用、2000形で廃止された戸袋窓が設けられたが、アルミ車体を採用した車両からは廃止された。800形以降の各形式では側面の白帯が運転台扉で切れているが、本形式では運転台扉を超えたところまで白帯がある。中間車妻部に後退角があることが外観上の特徴のひとつで、これはアルミ車体の車両も同様である。

### 内装

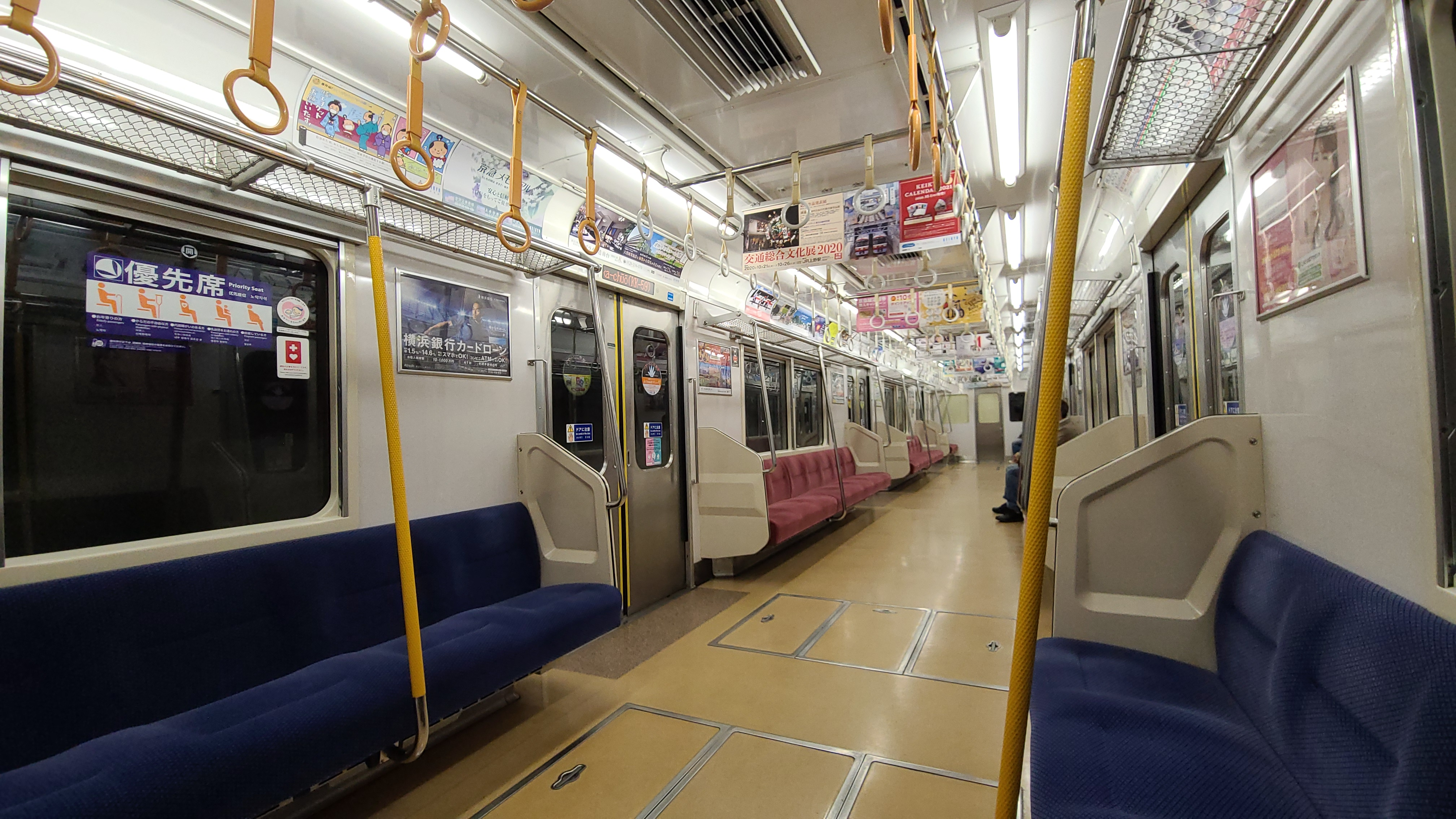
1593編成 デハ1596

壁面は格子模様の薄ベージュ色の化粧板構成とし、床面はグレーのロンリウム材を使用した。車内座席はオールロングシート構成とし、1人分の座席掛け幅は450 mmを確保した。座席表地は紺色で、優先席は薄黄緑色とし、座席袖仕切化粧板は薄ベージュ色だが、アルミ車1525編成・1613編成以降は木目調柄入りに変更した。座席は脚台（蹴込み）で支える方式である。車内定員は初期車では全車が140人だが、1701編成以降は普通鉄道規則の標準値とし、先頭車124人・中間車136人に変更した。
天井レイアウトは2000形同様車体全長にわたるアルミ押し出し材の冷気吹き出し口を採用、空気攪拌用に補助送風機（ラインデリア）を6台設けたが、照明カバーがないこと、吹き出し口が2000形のゴールド調に対しアルミ地色の違いがある。窓枠は800形・2000形と同様にFRP一体成型品を採用し、ロールアップカーテンを設けた。

#### 乗務員室
主幹制御器は京急で初めて採用された両手操作式ワンハンドルマスコンである。計器は黒地に白文字である。乗務員室仕切り壁には3枚窓が並び仕切り扉は中央に配する。遮光幕は全部の窓に設置されている。

### 主要機器
主電動機は界磁チョッパ車（複巻電動機）がKHM-1500形（東洋製TDK-8700-Aおよび三菱製MB-3291-A-Cの総称、出力100 kW、端子電圧375 V、電流300 A、分巻界磁電流28 A、定格回転数1,460 rpm、定格速度41.2 km/h）、VVVFインバータ制御車（誘導電動機）がKHM-1700（東洋製TDK-6160-Aおよび三菱製MB-5043-Aの総称、出力120 kW、端子電圧1,100 V、電流84 A、周波数50 Hz、定格回転数1,455 rpm）を採用した。
台車は空気ばね車体直結乾式ゴム入り円筒案内支持方式のTH-1500M・Tを採用した。基礎ブレーキは片押し式踏面ブレーキ構造である。
集電装置は東洋電機製造製PT-43形菱形パンタグラフを採用している。
補助電源装置は偶数号車の山側に搭載し、鋼製車: 三菱GTO式SIV (NC-DAT-75B)、アルミ車は東洋ブースター式SIV (SVH-85-461A-M) または三菱チョッパ式インバータ式SIV (NC-FAT-75A)を採用している。
空気圧縮機はC-1500LまたはC-1500AL レシプロ式 M2系車・Tu車の海側に搭載した。
空調装置は屋上集中式の三菱CU-71DNまたは東芝RPU-11006を採用し、能力 36,000 kcal/h (41.86 kW)である。

## 製造時のバリエーション

### 鋼製車体・界磁チョッパ車

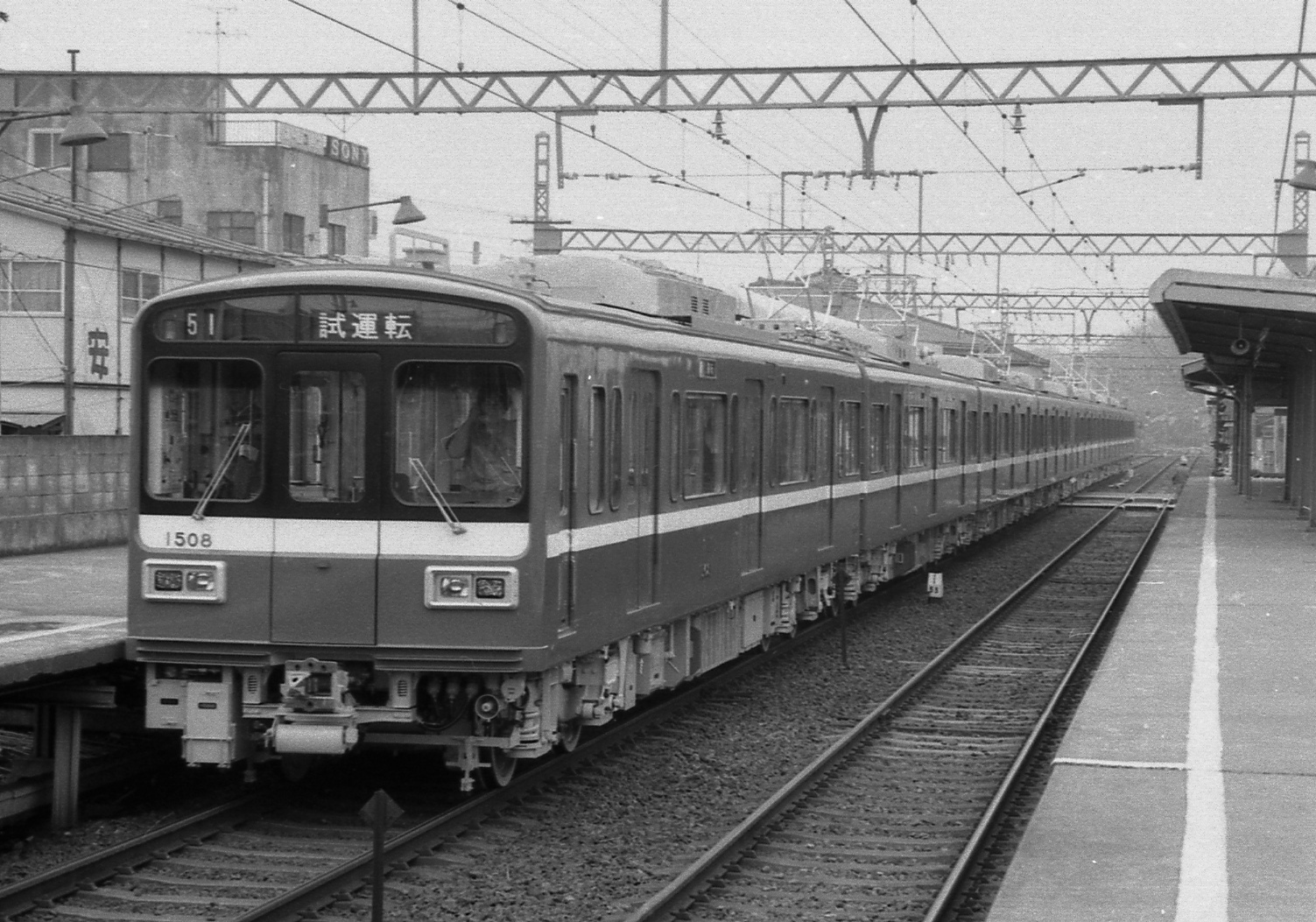
京急1500形鋼製車体・界磁チョッパ車登場時の状態（1985年3月）

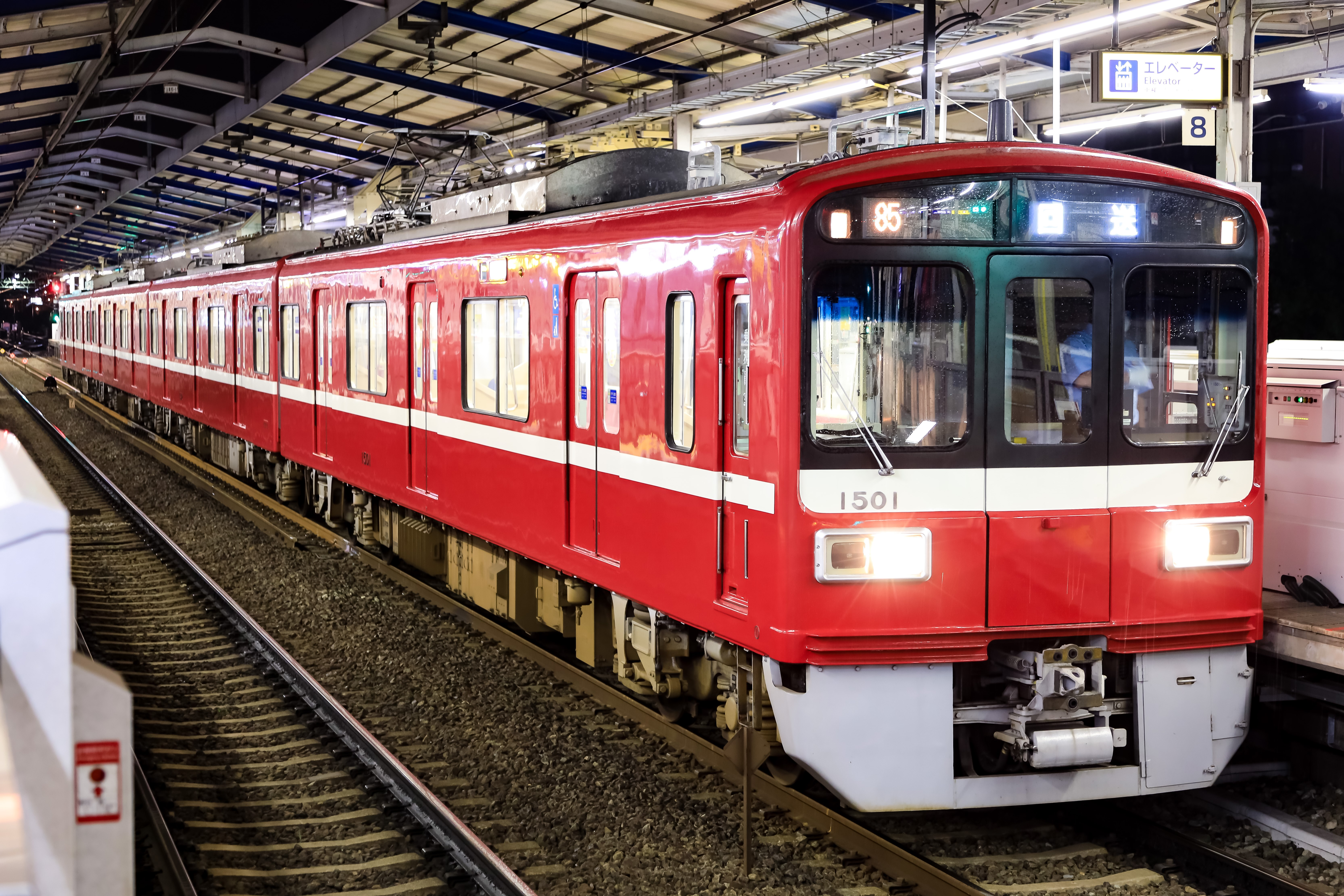
前面行先表示器LED化後の1501編成 (2021年6月)

このグループ20両は車体の基本材質が普通鋼製であり、前面が丸みを帯びている。2000形同様に腐食対策として、外板と主要柱には耐候性鋼板を使用、屋根の雨樋周辺や客用ドア付近の柱・戸袋、床波板などにはステンレスを使用している。外板裾部と台枠の接合には、重ね合わせ構造をやめて突き合わせ溶接構造とした。
制御装置は東洋製ACRF-H8100-786Aまたは三菱製FCM-108-15MRHを採用した。界磁電流を制御する界磁チョッパ装置は、1台の制御装置で2両分8台の主電動機を制御する1C8M制御方式で、GTOサイリスタ素子を採用し、装置の小型軽量化と省メンテナンス化を実現している。
補助電源用静止形インバータ (SIV) と回生ブレーキ使用時のパンタグラフ離線対策として浦賀寄りから3号車にはパンタグラフ2基を搭載していたが、デハ1507で1986年はじめから、デハ1515で新製直後から浦賀寄り1基を降下して長期試験を実施、問題がないことが確認された後、1989年（昭和64年/平成元年）ごろ各編成浦賀寄りのパンタグラフを撤去した。撤去されたパンタグラフの配管はそのまま残され、更新工事後もそのままとなっている。戸袋窓があることが外観上の特徴だった。当時4両編成で運用されていた1000形初期車の置き換え用として製造されたため、8両編成が登場するまでは専ら普通列車に運用されていたが、1986年（昭和61年）秋の休日に4連2本を併結して快速特急に運用されたほか、同じころ平日朝の急行に2本併結して運用されるなど優等列車に運用されることもあった。

#### 1985年3月製造車
太字は東急車輛製造製、細字は川崎重工業製。「電装品」は主電動機・主制御器・SIVの製造者を示す。括弧でくくられた車号は別の製造時に製造された車両を表す。以下各製造時で同じ。
| M1c  | M2   | M1   | M2c  | 電装品 | 冷房機 | 製造年月  |
| 1501 | 1502 | 1503 | 1504 | 東洋   | 三菱   | 1985年3月 |
| 1505 | 1506 | 1507 | 1508 | 東洋   | 三菱   | 1985年3月 |
| 1509 | 1510 | 1511 | 1512 | 三菱   | 三菱   | 1985年3月 |

1500形として最初に製造されたグループ。川崎重工製1509編成が最初に入線、営業運転を開始した。

#### 1986年7月製造車
| M1c  | M2   | M1   | M2c  | 電装品 | 冷房機 | 製造年月  |
| 1513 | 1514 | 1515 | 1516 | 三菱   | 三菱   | 1986年7月 |
| 1517 | 1518 | 1519 | 1520 | 東洋   | 三菱   | 1986年7月 |

前回製造車とほぼ同仕様だが、中央扉を締切る戸閉半減回路が追加された。1986年（昭和61年）度に製造された800形21両中15両を東急車輛製としたため、このグループ全8両が川崎重工製である。

### アルミ車体・界磁チョッパ車

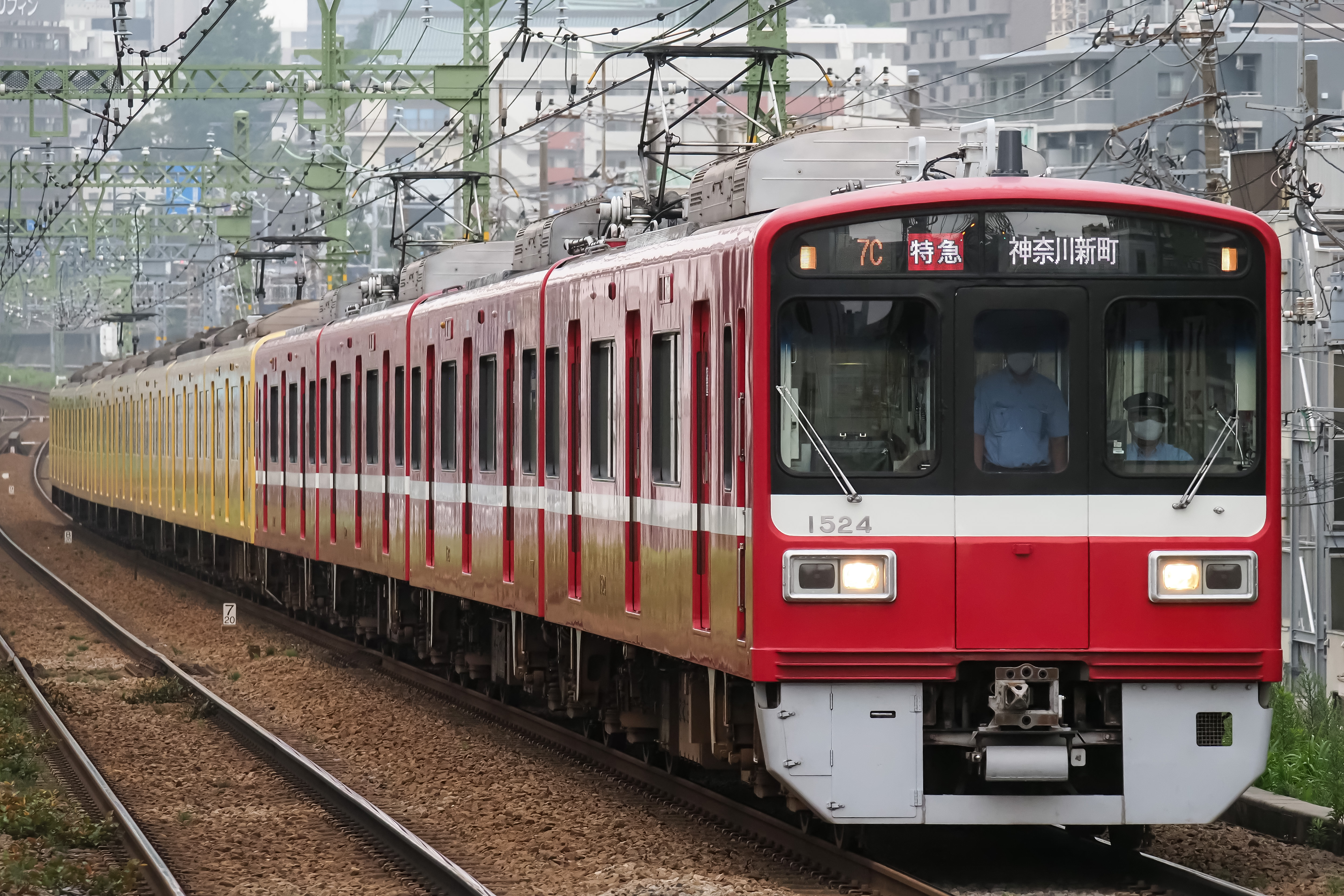
前面行先表示機LED化後の1521編成(2021年7月)

1987年（昭和62年）度製の車両からは車体の材質がアルミ合金製となり、車体幅が若干広くなったが、壁厚が増加したため車内幅は若干狭くなっている。鋼製車と比較して1両あたり約4.0 t（試算数値）と大幅な軽量化が実現している。外観では戸袋窓が廃止され、そのため側窓幅が若干広くなった（ドア間1,045 mm幅×2→1,080 mm幅×2、車端部は710 mm幅×2→720 mm幅×2）。雨樋は側構体と一体構造となり、車側灯のLED化、運転士側ワイパーの電動式化とウインドウォッシャーが追加されている（鋼製車は運転士側が空気式、車掌台側が電動式）。
アルミニウム合金の押出形材を組み合わせて屋根構体や側構体を製作し、床構体は中空構造のアルミ押出形材を組み合わせている。この床構体は横梁を省略しており、中空形材に一体成形されたカーテンレール状の機器のつり溝があり、ボルトを介して床下機器を吊り下げている。さらに、中空形材内部を電線ダクトとして使用しており、合理的な構造とした。
前面窓ガラス上部の青色ぼかし幅が広くなり、貫通扉窓にも設けられた。基本的には客室や台車、走行機器など鋼製車と同様であり、制御装置は東洋製ACRF-H8100-786B、Cまたは三菱製FCM-108-15MRHAを採用している。

このグループは1988年（昭和63年）1月11日から営業運転を開始した。

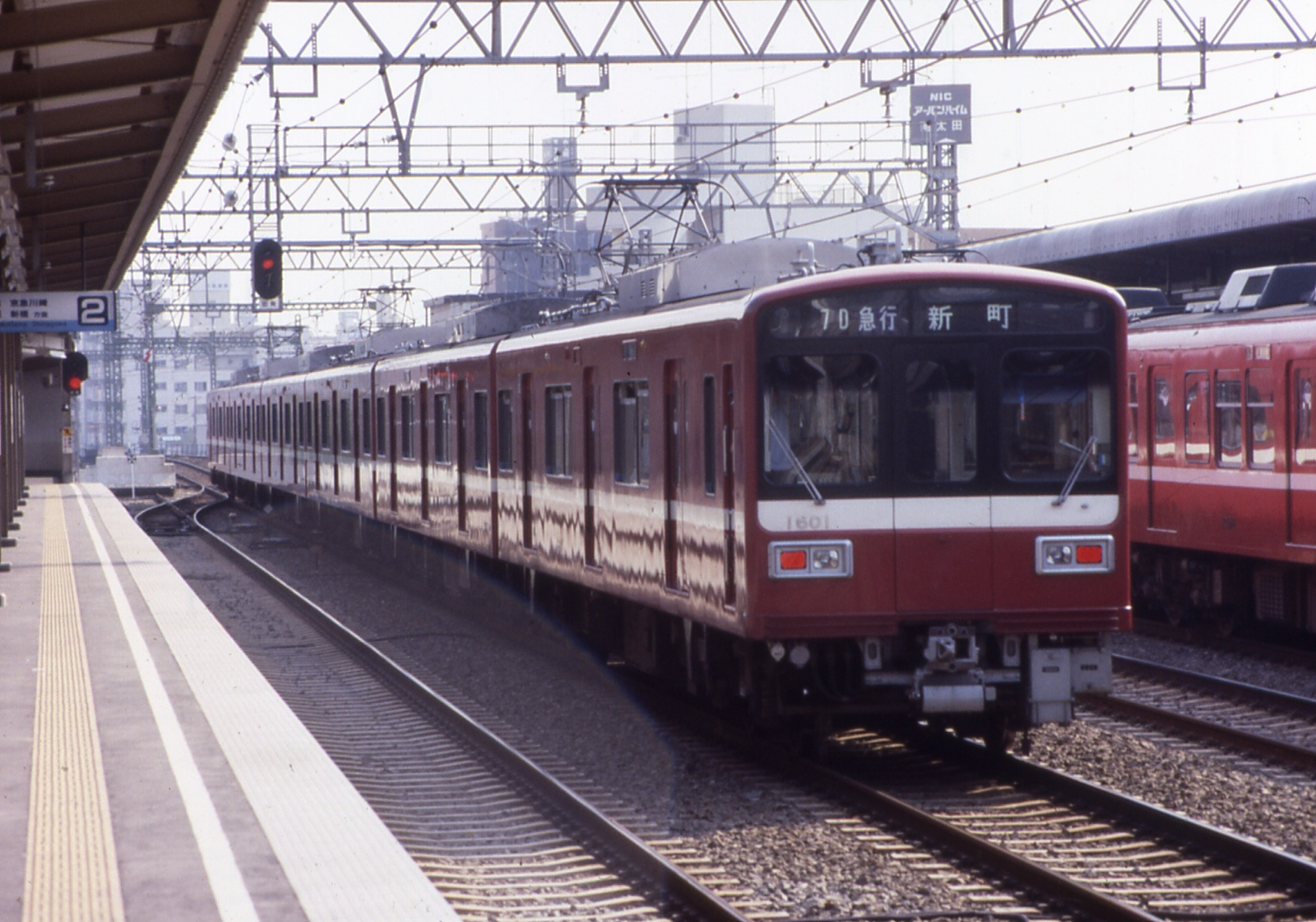
落成時の1601編成（南太田駅、1988年8月）

#### 1988年1月製造車
| M1c  | M2   | M1   | M2c  | 電装品 | 冷房機 | 製造年月  |
| 1521 | 1522 | 1523 | 1524 | 東洋   | 東芝   | 1988年1月 |

| M1c  | M2   | M1'  | M2'  | M1   | M2c  | 電装品 | 冷房機 | 製造年月  |
| 1601 | 1602 | 1603 | 1604 | 1605 | 1606 | 東洋   | 三菱   | 1988年1月 |
| 1607 | 1608 | 1609 | 1610 | 1611 | 1612 | 三菱   | 三菱   | 1988年1月 |

京急で初めてアルミ車体を採用したグループ。全車電動車の4両編成1本と6両編成2本が製造され、4両編成は普通鋼車体の続番、6両編成は1600番台に区分された。6両編成のM1'車にはパンタグラフ2個が装備できるよう配管が設置されていたが、浦賀寄りのパンタグラフは搭載されていなかった。1521編成のうち、デハ1522は三菱製、デハ1524は東洋製の補助電源用静止形インバータ (SIV) を搭載した。1601編成のSIVは三菱製。デハ1523・デハ1524には冬季出庫時の暖房効果を高めるため、セラミックヒータが試験的に座席下に設置された。

#### 1988年6月・7月製造車
| M1c  | M2   | M1   | M2c  | 電装品 | 冷房機 | 製造年月  |
| 1525 | 1526 | 1527 | 1528 | 東洋   | 東芝   | 1988年6月 |
| 1529 | 1530 | 1531 | 1532 | 東洋   | 東芝   | 1988年6月 |

| M1c  | M2   | M1'  | M2'  | M1'  | M2'  | M1   | M2c  | 電装品 | 冷房機 | 製造年月  |
| 1613 | 1614 | 1621 | 1622 | 1615 | 1616 | 1617 | 1618 | 三菱   | 三菱   | 1988年7月 |

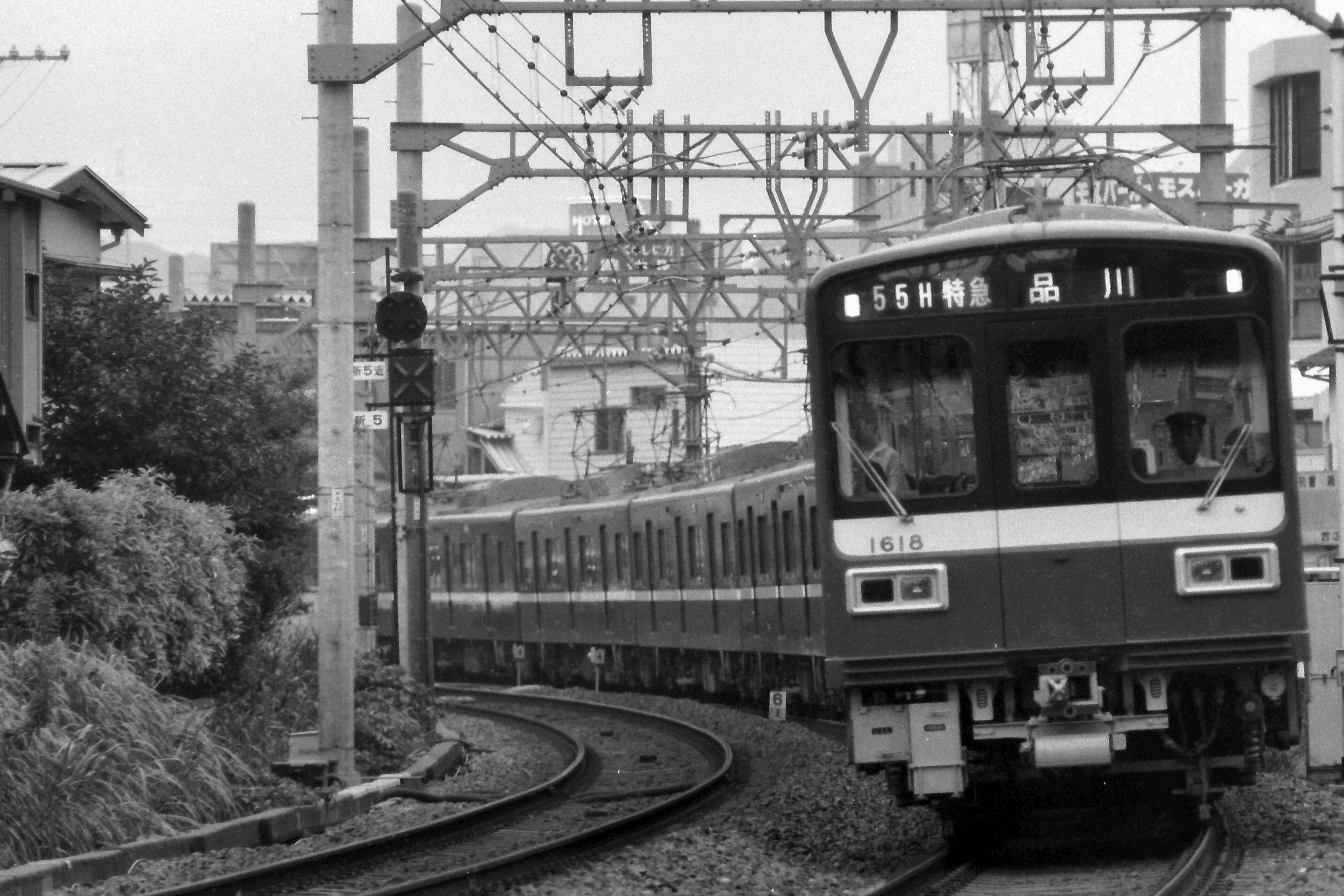
登場時の1613編成。全電動車の8両編成で、パンタグラフ6基を備える（1988年8月）

4両編成2本と8両編成1本が製造された。8両編成は6両編成の続番とされたが、浦賀寄りから3両目と4両目は次回製造の1619編成の中間車となる予定で付番されている。このときから屋根の防水処理が塗り屋根に変更された。8両編成はM1'車が2両とも2個パンタグラフとされ、編成中6個のパンタグラフをもつ編成となった。今回製造の4両編成2本はシートの色が赤色だったが、10年程度で他車と同じ青色に交換されている。

#### 1989年3月製造車
| M1c  | M2   | M1   | M2c  | 電装品 | 冷房機 | 製造年月  |
| 1533 | 1534 | 1535 | 1536 | 東洋   | 東芝   | 1989年3月 |

| M1c    | M2     | Tu   | Ts   | M1'    | M2'    | M1     | M2c    | 電装品 | 冷房機 | 製造年月  |
| (1613) | (1614) | 1901 | 1902 | (1615) | (1616) | (1617) | (1618) | 三菱   | 三菱   | 1989年3月 |
| 1619   | 1620   | 1903 | 1904 | (1621) | (1622) | 1623   | 1624   | 三菱   | 三菱   | 1989年3月 |
| 1625   | 1626   | 1905 | 1906 | 1627   | 1628   | 1629   | 1630   | 東洋   | 三菱   | 1989年3月 |

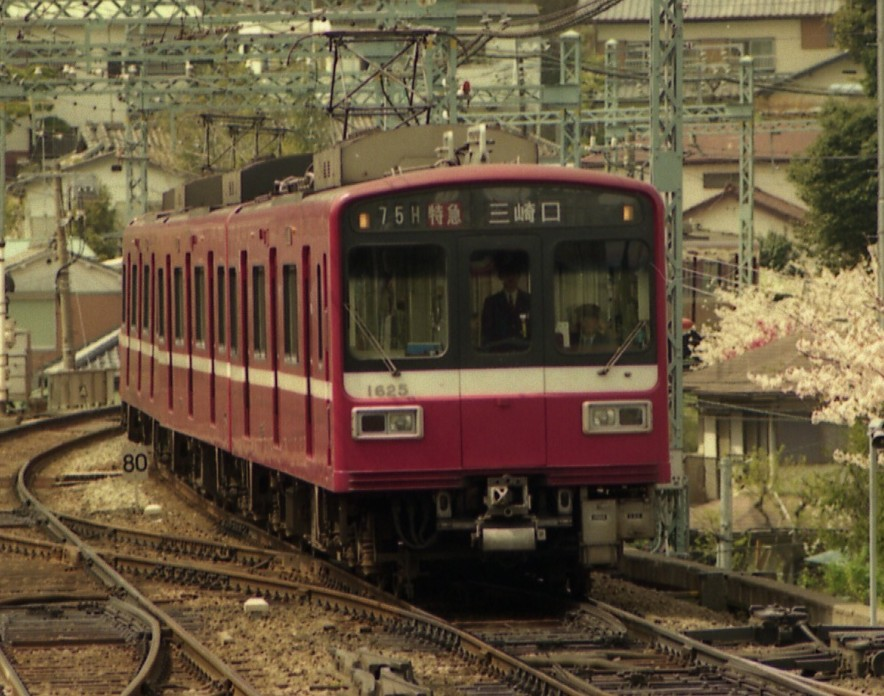
1625編成（1994年4月）

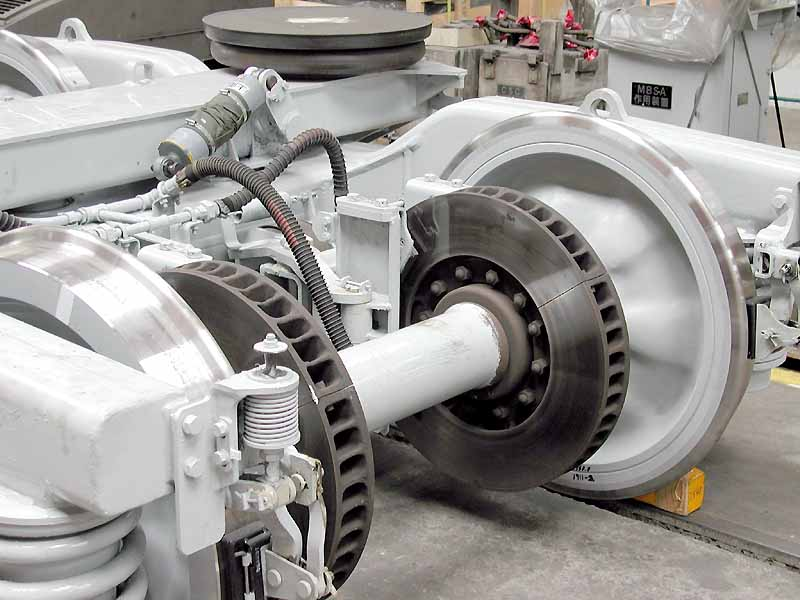
サハ1900形のディスクブレーキ（京急ファインテック久里浜事業所にて撮影：一般公開日）

前回製造の1613編成と組み合わせて6M2Tの8両編成2本とするための8両と4両編成・8両編成各1本が製造された。1625編成のSIVは三菱製。今回初めてサハ1900形が製造され、浦賀寄りから3両目・4両目に組み込まれた。M1'車の浦賀寄パンタグラフはサハ1900形の補機への給電用とされた。今回編成単位で製造された車両からデハ1523・デハ1524で使用されたセラミックヒータが設けられた。その他の車両についても蹴込み板に取付用穴が開けられ、ステンレス製の板で塞がれた。

#### 1989年6月・7月製造車
| M1c    | M2     | Tu   | Ts   | M1'    | M2'    | M1     | M2c    | 電装品 | 冷房機 | 製造年月  |
| (1601) | (1602) | 1907 | 1908 | (1603) | (1604) | (1605) | (1606) | 三菱   | 三菱   | 1989年7月 |
| (1607) | (1608) | 1909 | 1910 | (1609) | (1610) | (1611) | (1612) | 三菱   | 三菱   | 1989年7月 |
| 1631   | 1632   | 1911 | 1912 | 1633   | 1634   | 1635   | 1636   | 東洋   | 東芝   | 1989年6月 |
| 1637   | 1638   | 1913 | 1914 | 1639   | 1640   | 1641   | 1642   | 三菱   | 三菱   | 1989年7月 |

8両編成2本と、1988年1月製造の1601・1607編成に組み込まれるサハ1900形2両が製造された。1601・1607編成のM1'車はサハ1900形組み込み時に浦賀寄りにパンタグラフを搭載した。今回製造車で8両編成が7本となり、1989年（平成元年）7月9日のダイヤ改正から都営線・京成線への乗り入れに充当された。

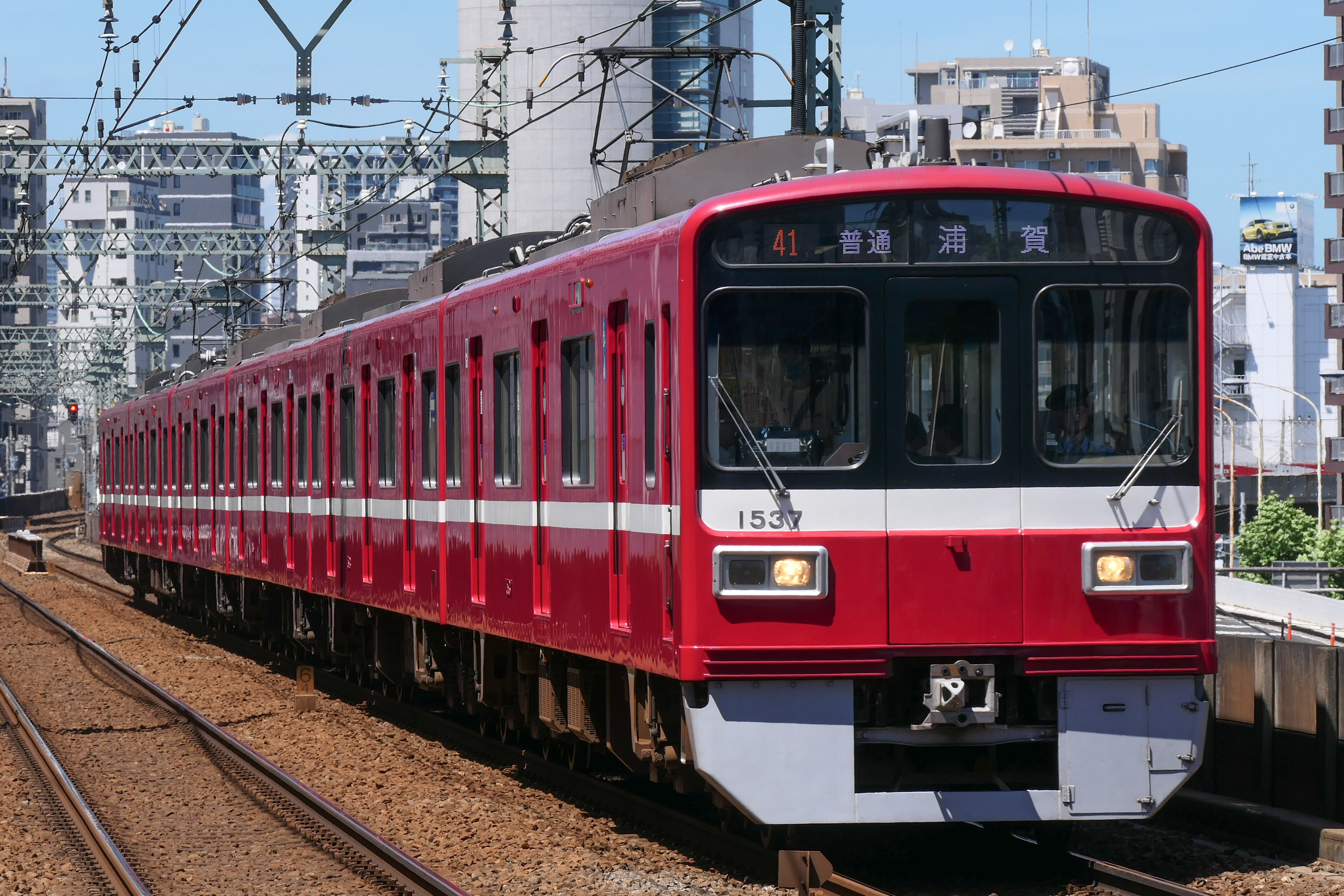
前面行先表示器LED化・6両編成化後の1537編成

#### 1990年2月・3月製造車
| M1c  | M2   | M1   | M2c  | 電装品 | 冷房機 | 製造年月  |
| 1537 | 1538 | 1539 | 1540 | 東洋   | 三菱   | 1990年3月 |
| 1541 | 1542 | 1543 | 1544 | 東洋   | 混載   | 1990年2月 |
| 1545 | 1546 | 1547 | 1548 | 三菱   | 三菱   | 1990年3月 |

4両編成3本が製造された。客室内の非常通報装置に通話機能が追加された。1537編成のSIVは三菱製。1541編成の冷房機はデハ1544のみ三菱製、それ以外は東芝製。

#### 1991年2月製造車
| M1c  | M2   | M1   | M2c  | 電装品 | 冷房機 | 製造年月  |
| 1549 | 1550 | 1551 | 1552 | 三菱   | 東芝   | 1991年2月 |

| M1c  | M2   | Tu   | Ts   | M1'  | M2'  | M1   | M2c  | 電装品 | 冷房機 | 製造年月  |
| 1643 | 1644 | 1915 | 1916 | 1645 | 1646 | 1647 | 1648 | 東洋   | 三菱   | 1991年2月 |
| 1649 | 1650 | 1917 | 1918 | 1651 | 1652 | 1653 | 1654 | 三菱   | 三菱   | 1991年2月 |

界磁チョッパ車の最終増備車。4両編成1本と8両編成2本が製造された。前年にVVVFインバータ制御車（1701編成）が登場していたが、今回製造分は界磁チョッパ車とされた。1701編成に合わせ、車内スピーカーの増設が行われた。

### アルミ車体・VVVFインバータ制御車

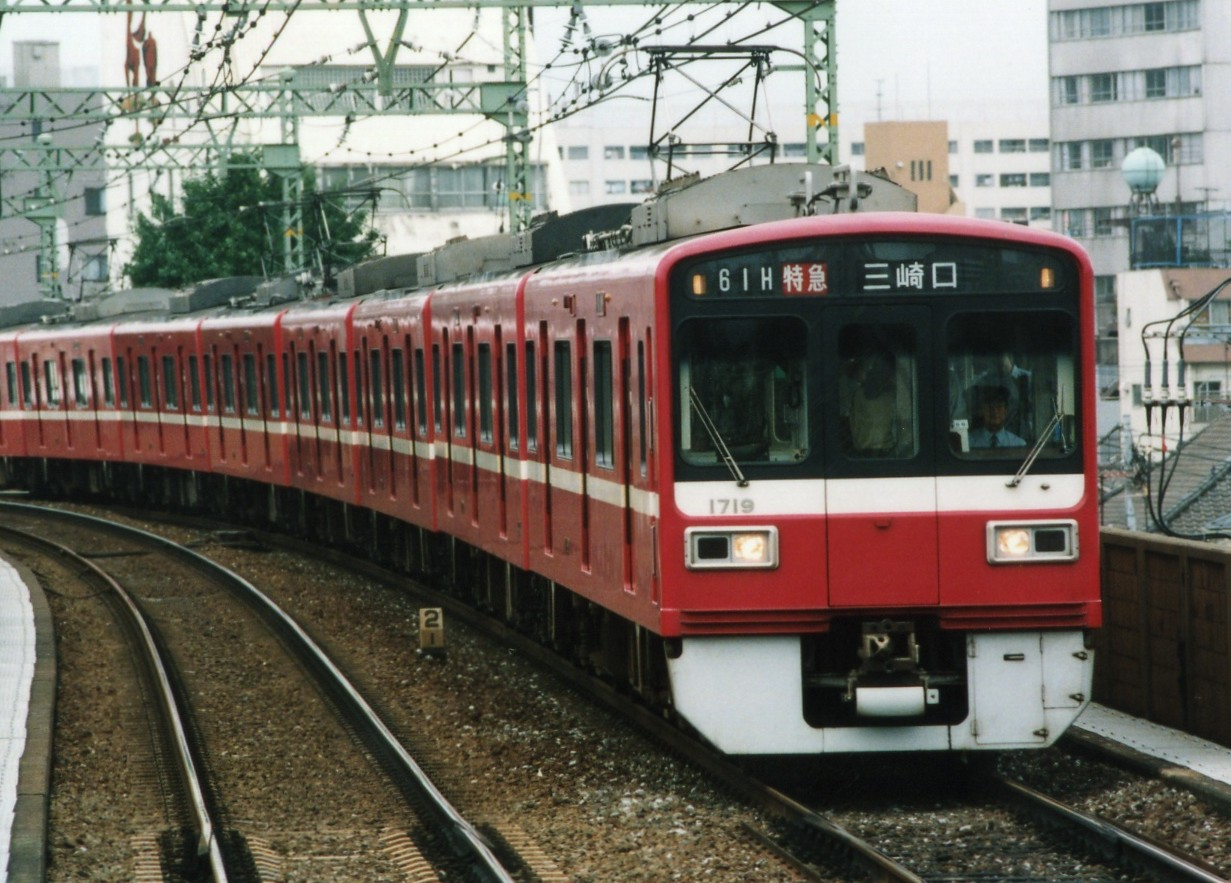
更新前の1719編成（1995年7月）

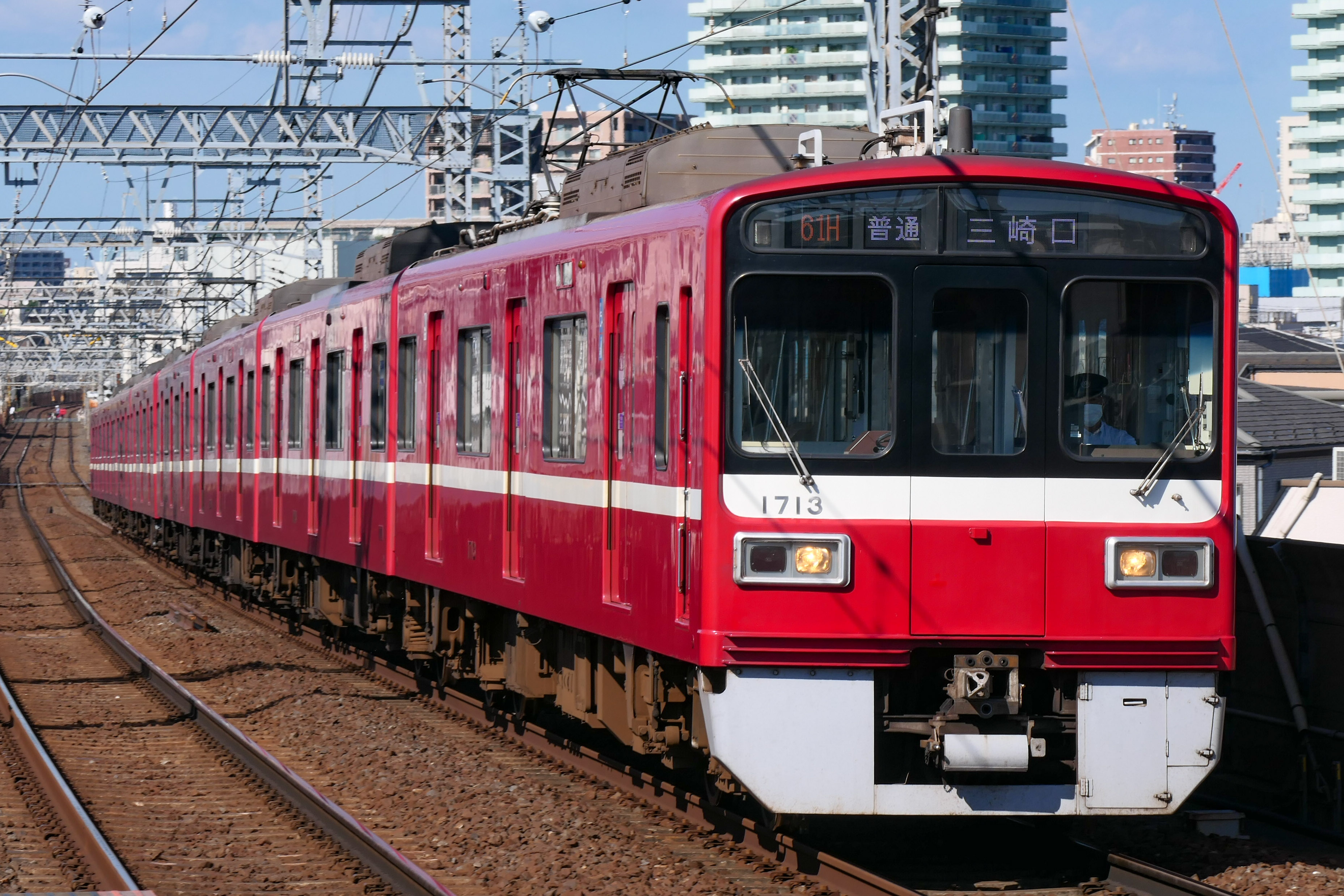
前面行先表示機LED化後の1713編成(2021年7月)

京急初のVVVFインバータ制御車となったグループで、1990年（平成2年）10月5日から営業運転を開始した。
電動車は1700番台となったが、付随車はサハ1900形の続番とされた。台車形式、補助電源装置などに変更はない。前面に排障器（スカート）を装着したことが外観上の特徴。
VVVFインバータ装置は東洋製ATR-H8120-RG-627A、B（周波数-7 - 173 Hz、容量1,500 kVA、耐圧4,500 V、電流3,000 A、質量1,074 kg）または三菱製MAP-128-15V31（周波数0 - 173 Hz、容量1,919 kVA、耐圧4500 V、電流3000 A、質量1,040 kg）を採用しており、素子はGTOサイリスタである。
制動方式が「新遅れ込め方式 (MBS-A)」と呼ばれるものに変更され、回生ブレーキが効いている間すべてのブレーキ力を回生ブレーキが負担する。接客設備では空調制御が全自動化されたほか、車内スピーカーが増設された。誘導電動機化されたことで主電動機整流子の点検は不要となり、室内床面の主電動機点検蓋が廃止された。駆動装置の点検蓋については存置されたものの、開閉頻度が少ないため、騒音防止の観点から蓋はボルトで固定された。また、このグループより乗務員室内に非常用のハシゴが設置された。

#### 1990年8月製造車
| M1c  | M2   | Tu   | Ts   | M1'  | M2'  | M1   | M2c  | 電装品 | 冷房機 | 製造年月  |
| 1701 | 1702 | 1919 | 1920 | 1703 | 1704 | 1705 | 1706 | 東洋   | 東芝   | 1990年8月 |

量産に先行して製造されたグループ。サハ1900形は1989年製造車から4両分飛ばして付番されていた。登場後しばらく営業運転に使用されず、営業投入後もしばらくは限定運用、他社線乗り入れには使用されなかった。

#### 1992年2月製造車
| M1c  | M2   | Tu   | Ts   | M1'  | M2'  | M1   | M2c  | 電装品     | 冷房機 | 製造年月  |
| 1707 | 1708 | 1921 | 1922 | 1709 | 1710 | 1711 | 1712 | 東洋       | 東芝   | 1992年2月 |
| 1713 | 1714 | 1923 | 1924 | 1715 | 1716 | 1717 | 1718 | 三菱，東洋 | 三菱   | 1992年2月 |

VVVFインバータ制御の量産車。座席がバケットシートとなった。1713編成の制御装置は1715 - 1716が三菱製、それ以外が東洋製。

#### 1993年1月・2月製造車
| M1c  | M2   | Tu     | Ts     | M1'  | M2'  | M1   | M2c  | 電装品 | 冷房機 | 製造年月  |
| 1719 | 1720 | (1907) | (1908) | 1721 | 1722 | 1723 | 1724 | 東洋   | 東芝   | 1993年2月 |
| 1725 | 1726 | (1909) | (1910) | 1727 | 1728 | 1729 | 1730 | 東洋   | 東芝   | 1993年2月 |
| 1731 | 1732 | (1913) | (1914) | 1733 | 1734 | 1735 | 1736 | 三菱   | 三菱   | 1993年1月 |

1500形の最終増備車。6両編成3本が製造され、既存の界磁チョッパ車6M2T編成から抜き取ったサハ1900形各2両を浦賀寄りから3両目・4両目に組み込んで8両編成で出場した。サハ1900形には電動車に合わせるため、座席・非常通報装置の変更、制動方式の改造が施された。1719編成には1601編成、1725編成には1607編成、1731編成には1637編成から抜き取ったサハ1900形2両が組み込まれた。一方、1637編成はサハ2両を抜いた6両のままとされ1607編成は中間の2両を抜いて4両化、1601編成は中間2両を組み込んでオール電動車の8両(8M0T)とされた。同様に界磁チョッパ車6M2T編成すべてのサハ1900形を1700番台新造車に組み込む予定だったが、その後の増備が600形に移行したため、今回限りとなった。1719・1725編成の電動車の電装品は東洋製（冷房機は東芝製）だが、既存編成から転用されたサハ1900形のSIVおよび冷房機は三菱製となっている。1731編成では初めて編成全車が三菱製VVVF車となった。

## 改造工事
登場後各種の改造工事が施されている。

### 界磁チョッパ車全車電動車化
1993年（平成5年）から界磁チョッパ車6M2T編成のサハ1900形2両を新造された1700番台編成に組み込む工事が行われたが、その後の増備が600形に移行したため、1回限りとなった。サハ1900形を抜き取られた1601編成の浦賀寄りから3・4両目に1607編成の中間車デハ1609・1610を組み込み8両編成化、1607編成は4両編成化、1637編成はサハ1900形を抜いた6両編成のままとされ、当時1500形唯一の6両編成となった。M1’車のデハ1639は当初浦賀寄りのパンタグラフを降下して運用されていたが、同年10月14日付で撤去された。

### ADL設置工事
1990年代に唯一の6両編成だった1637編成を対象に、ホーム有効長が4両編成分しかない梅屋敷駅に6両編成を停車させる際に浦賀方2両のドアを自動的に締め切る装置 (ADL) を装備した。浦賀方2両のドアには、梅屋敷駅でドアが開かないことを知らせるステッカーを貼付した。その後本工事は6両編成化された各編成にも都度施工されている。2008年（平成20年）8月頃に点字によるドアの位置案内のステッカーが貼り付けられた。2010年（平成22年）5月16日より梅屋敷駅の上りホームが高架に切り替えられ6両編成の停車に対応したため、同駅でドアが開かない案内のステッカーに「下り方面」の文字が追加された。なお、現在は下りホームも高架に切り替えられたため、ドアが開かない案内のステッカーは取り外されている。

### 120 km/h対応改造
1995年（平成7年）4月のダイヤ改正から日中のA快特、品川駅 - 横浜駅間で120 km/h運転を実施するため、非常制動時の停止距離を600 m以内とする改造工事がアルミ車体・全車電動車の界磁チョッパ車4両・8両編成を対象に行われた。110 km/h以上で非常制動が作動した際に20 km/hまでの制動圧力を増加させるため、元空気溜圧力を増加させたもので、通称「増圧ブレーキ」と呼ばれる。その後2001年（平成13年）9月15日のダイヤ改正で日中の浅草線直通快特も120 km/h運転の対象となったため、対象を6M2Tの界磁チョッパ車8両編成にも拡大した。VVVFインバータ制御車には登場時から増圧ブレーキを装備していた。鋼製車は更新工事の際に増圧ブレーキを装備する予定だったが、その資材を6M2Tの界磁チョッパ車の8両編成に転用した。このため、鋼製車は増圧ブレーキを装備せず、日中は大師線を中心に運用されている。

### 更新工事
京急では鋼製車は寿命を30 - 35年、アルミ車は45 - 50年と位置付け、内装・機器の更新時期となる経年15年を目安に車両更新を行う方針である（廃車までに鋼製車は1回、アルミ車は2回施工することを見込んでいる）。そのため、本形式も更新時期を迎えた車両より順次、車両更新工事を施工した。
2001年（平成13年）度より鋼製車の更新工事（1517編成から）、翌2002年（平成14年）度からはアルミ車の更新工事が京急ファインテックによって施工された。界磁チョッパ車の更新工事は2008年（平成20年）3月出場の1549編成で終了、1500形のスカートなし編成は姿を消した。また、1700番台の更新工事は2009年（平成21年）2月出場の1731編成で終了し、1500形の更新工事は完了した。

#### 外観
- 界磁チョッパ車にスカート（排障器）を設置した。1700番台と類似のものだが、1700番台は連結器部分の切り欠きの角が丸い点に違いがある。後に1700番台のスカートもこれと同じものに交換されている。
- 側面のサボ受けを撤去。
- 鋼製車は戸袋窓を封鎖。
- 連結面の妻窓を封鎖し、2100形と同じタイプの転落防止幌を新設。
- 冷房装置をCU-71E-G1に交換。
  - 冷媒は代替フロン対応で、圧縮機は低騒音のスクロール式とした。
- 後部標識灯・戸閉灯はLED式だったが、経年変化による輝度低下が激しいため、電球式に交換した。
- 種別・行先表示器を交換した。行先表示器は（久里浜・川崎・蒲田→）「京急○○」や（八景・文庫→）「金沢○○」、（新町→）「神奈川新町」など従来省略表記としていた駅名を正式表記とした。
- 車端部の「KHK」のロゴを「KEIKYU」に変更。

#### 内装
- 化粧板を全面的に張り替え、床材を黄色に近いクリーム系統品に張り替え。
- 座席を2000形や新1000形と同じバケットシートに交換し、1人分の掛け幅を450 mmから455 mmに拡大した。優先席は青色の座席表地となった。シート間には手すり（立席ポスト）を設置。また、アルミ車は運転室後部を除き座席下の暖房を吊り下げ式に変更し、脚台が小型化された。
  - 初期車両では定員を124人、中間車136人に修正した。さらに先頭車では車椅子スペースの設置で、座席定員は3人減の45人となった[3]。
- 座席端部の仕切り（袖仕切り）を東日本旅客鉄道（JR東日本）のE231系の色違いのタイプに交換した。従来は「つや消し」だったが、2005年（平成17年）度の更新からは「つやあり」のものに変更した。
- 車椅子スペースを両先頭車に設置。当初は表記がシール式だったが2004年度施行の1613編成からはプレート式に変更した。
- 天井を張り替え、ラインフローファン方式に変更。これにより冷房吹き出し口の羽根がなくなった。
- ドア上部にドアチャイム付きLED式の車内案内表示器を設置。筐体はクリーム色であるが、車内（内装）雰囲気が明るいため、2100形よりも少し明るい色調となっている。ドアチャイムは京急では初採用である。当初の音色は東海旅客鉄道（JR東海）313系類似であったが、のちに新1000形と同一のものに変更された。
- 窓枠を交換した。これにより、カーテンを固定する器具が露出していて1段引き下ろしだったのが枠内に収められ、フックを増設した。 なお、一部鋼製車では、カーテン先端の金属製の取っ手に、小さなプラスチック製の取っ手が付いている。
- 2005年（平成17年）度施工車からは、火災時の延焼防止、煙拡散防止のため車両間の貫通扉を新1000形の4次車と同様に各号車の浦賀寄りに増設した。 新1000形のように縦長窓や傾斜式のものではない。
- 放送装置を更新し、簡易自動放送装置の音声を変更。
- 運転台に緊急スイッチを設置。未設置車では車内に非常脱出用ハシゴを新設した。
- 不具合が多発していた列車モニタ装置を撤去。

### VVVFインバータ制御への改造工事
京急では2001年度以降、新1000形を8両編成・4両編成として車両増備を実施してきた。一方、6両編成の新造は2011年まで長らく実施していなかったため、旧1000形6両編成の置き換え用として本形式の界磁チョッパ車8両編成 (6M2T) と4両編成 (4M) の組み換えを実施し、6両編成2本 (6M・4M2T) へと改造を実施することとなった。
ただし、4M2T編成は加速性能に不足が生じることから、車両性能向上と省エネルギー化の促進のためVVVFインバータ制御へと改造することとなった。編成組み換えにあたっては、パンタグラフを1編成で3台ずつの搭載とするため、6M2Tを組む8両編成の浦賀寄りから6両目と7両目を抜き取り、残った4M2Tの6両編成の電動車をVVVFインバータ制御に改造した。なお、抜き取られた6両目・7両目の中間車は順序を入れ換えて、界磁チョッパ制御の他の4両編成または6両編成に組み込んで6両編成または8両編成化した。
その後、6両全電動車の車両も2010年より中間電動車2両の電装解除とVVVF化改造を実施して全編成を4M2Tで揃えることとなった。この改造工事は2006年9月に竣工した1649編成を最初に順次施工を進め、2014年10月の1541編成をもって完了した。

#### 改造内容
床下では界磁チョッパ制御機器を撤去し、VVVFインバータ制御装置と周辺機器に置き換えた。このVVVFインバータ装置は加減速性能について新1000形と同等の性能が発揮できるように設計されている。なお、このVVVFインバータ装置は当初、本形式の改造車用として設計されたものであるが、途中に新1000形6次車以降に搭載することが決定したため、両車両に搭載可能なよう設計が見直された。
VVVFインバータ装置・主電動機は東洋電機製造TDK-6162-A（出力155 kW、端子電圧1,100 V、電流108 A、周波数55 Hz、定格回転数1,620 rpm）と三菱電機製MB-5121-A（出力155 kW、端子電圧1,100 V、電流110 A、周波数55 Hz、定格回転数1,620 rpm）の2種が採用され、制御装置はIGBT素子を使用した1C4M2群制御である。主電動機は155 kW出力のかご形三相誘導電動機を搭載した。駆動装置については界磁チョッパ制御車のままで、歯車比は変更ない。このほか、ブレーキ装置については従来のMBS-R方式で変更はないが、均一ブレーキ制御から回生ブレーキを有効活用できるT車遅れ込め制御に変更した。

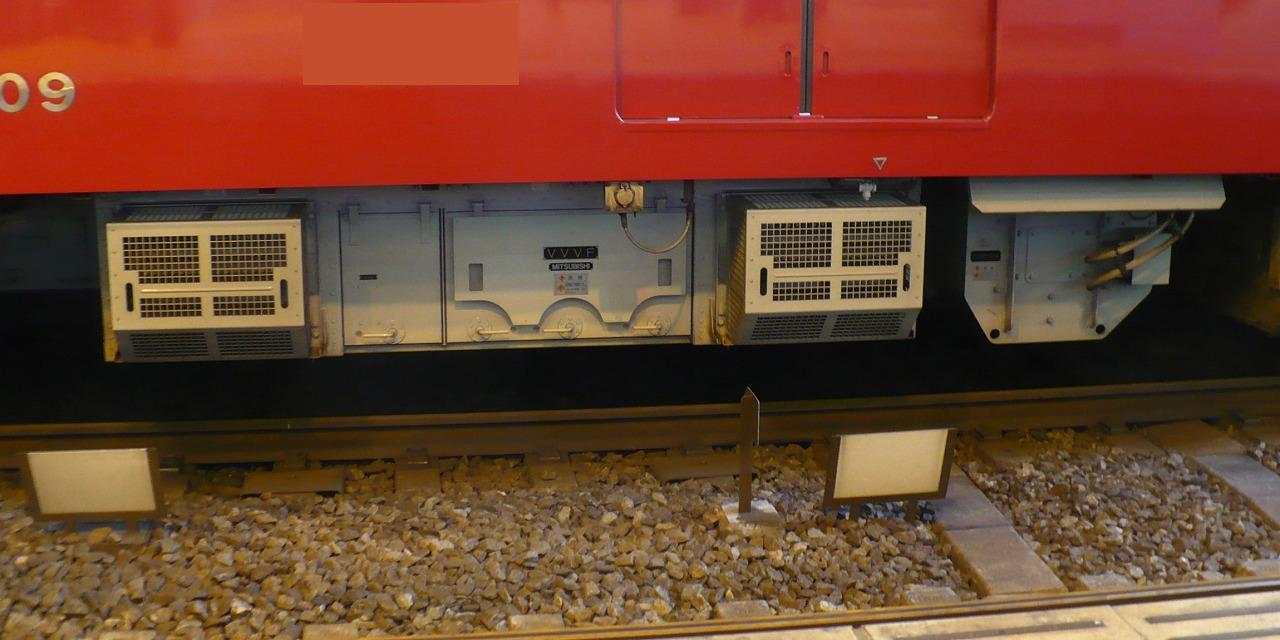
1609号車の三菱電機製VVVFインバータ装置とフィルタリアクトル（右端）
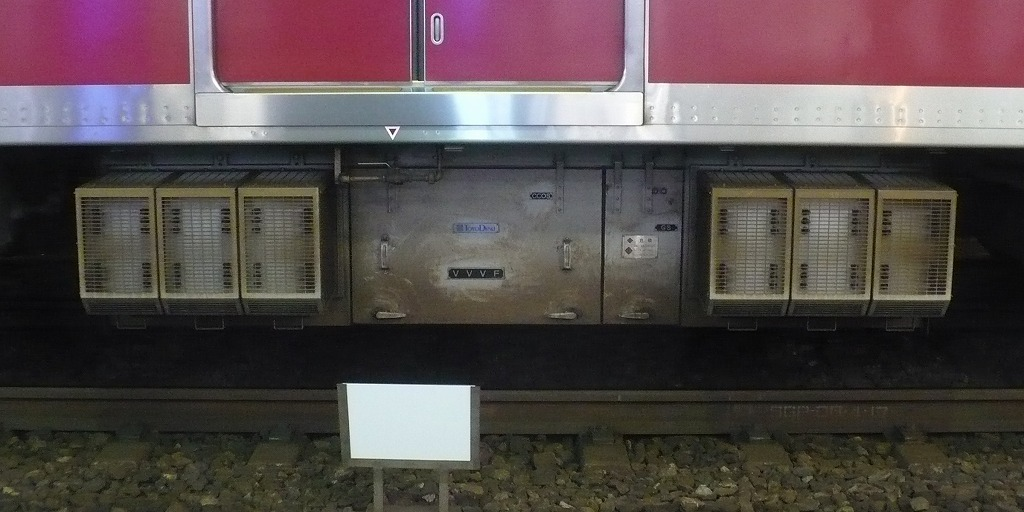
東洋電機製造製VVVFインバータ装置（写真は新1000形）

VVVFインバータ制御化改造後の制御装置・主電動機メーカーは界磁チョッパ時代と同一である。施工車には前述の更新工事と同時に施工されたものと、更新工事後に別途施工したものがある。主電動機点検蓋は同様の改造を行った他社車両には廃止した例もあるが、本形式では改造前の状態で残存している。
改造後の編成、改造年月、工事方法を下表に示す。()内は旧番号を示す。1600番台の電動車の一部は後に改番されているが、本表ではVVVF改造時の番号を示している。
|            | ← 浦賀         | ← 浦賀        | ← 浦賀        | ← 浦賀        | ← 浦賀        | ← 浦賀         | 機器 製造者 | 改造時期   | 工事区分 |
| 形式・車種 | デハ1500 (M1c) | デハ1500 (M2) | サハ1900 (Tu) | サハ1900 (Ts) | デハ1500 (M1) | デハ1500 (M2c) | 機器 製造者 | 改造時期   | 工事区分 |
| 車両番号   | 1529           | 1530          | 1931 (1617)   | 1932 (1616)   | 1531          | 1532           | 東洋        | 2011年8月  | VVVF単独 |
| 車両番号   | 1533           | 1534          | 1933 (1635)   | 1934 (1634)   | 1535          | 1536           | 東洋        | 2012年10月 | VVVF単独 |
| 車両番号   | 1537           | 1538          | 1935 (1629)   | 1936 (1628)   | 1539          | 1540           | 東洋        | 2013年9月  | VVVF単独 |
| 車両番号   | 1541           | 1542          | 1937 (1647)   | 1938 (1646)   | 1543          | 1544           | 東洋        | 2015年2月  | VVVF単独 |
| 車両番号   | 1545           | 1546          | 1939 (1653)   | 1940 (1652)   | 1547          | 1548           | 三菱        | 2011年2月  | VVVF単独 |
| 車両番号   | 1549           | 1550          | 1941 (1623)   | 1942 (1622)   | 1551          | 1552           | 三菱        | 2012年2月  | VVVF単独 |
| 車両番号   | 1601           | 1602          | 1925 (1605)   | 1926 (1604)   | 1603          | 1606           | 東洋        | 2010年3月  | VVVF単独 |
| 車両番号   | 1607           | 1608          | 1927 (1611)   | 1928 (1610)   | 1609          | 1612           | 三菱        | 2010年9月  | VVVF単独 |
| 車両番号   | 1613           | 1614          | 1901          | 1902          | 1615          | 1618           | 三菱        | 2007年10月 | VVVF単独 |
| 車両番号   | 1619           | 1620          | 1903          | 1904          | 1621          | 1624           | 三菱        | 2008年3月  | VVVF単独 |
| 車両番号   | 1625           | 1626          | 1905          | 1906          | 1627          | 1630           | 東洋        | 2009年2月  | VVVF単独 |
| 車両番号   | 1631           | 1632          | 1911          | 1912          | 1633          | 1636           | 東洋        | 2008年8月  | VVVF単独 |
| 車両番号   | 1637           | 1638          | 1929 (1641)   | 1930 (1640)   | 1639          | 1642           | 三菱        | 2009年9月  | VVVF単独 |
| 車両番号   | 1643           | 1644          | 1915          | 1916          | 1645          | 1648           | 東洋        | 2007年3月  | 更新併施 |
| 車両番号   | 1649           | 1650          | 1917          | 1918          | 1651          | 1654           | 三菱        | 2006年9月  | 更新併施 |

### 優先席の増設
優先席は奇数号車品川方山側および偶数号車浦賀方海側に設置されていたが、2005年以降に更新された編成には優先席が増設され、既存のものと点対称位置のシートも優先席とされた。現在は全編成増設完了している。1541編成は2009年の重要部検査の際に新1000形8次車と同様、優先席付近の握り棒に黄色いカバーが取り付けられ、他の編成にも順次取り付けられている。

### 改番
2013年（平成25年）から2016年8月にかけて、新1000形の6両編成を1600番台に割り当てるため、1600番台の車両の1500番台への改番が順次行われた。
|            | ← 浦賀         | ← 浦賀        | ← 浦賀        | ← 浦賀        | ← 浦賀        | ← 浦賀         | 改番時期   |
| 形式・車種 | デハ1500 (M1c) | デハ1500 (M2) | サハ1900 (Tu) | サハ1900 (Ts) | デハ1500 (M1) | デハ1500 (M2c) | 改番時期   |
| 車両番号   | 1561 (1601)    | 1562 (1602)   | 1925          | 1926          | 1563 (1603)   | 1564 (1606)    | 2013年12月 |
| 車両番号   | 1565 (1607)    | 1566 (1608)   | 1927          | 1928          | 1567 (1609)   | 1568 (1612)    | 2014年7月  |
| 車両番号   | 1569 (1613)    | 1570 (1614)   | 1901          | 1902          | 1571 (1615)   | 1572 (1618)    | 2014年11月 |
| 車両番号   | 1573 (1619)    | 1574 (1620)   | 1903          | 1904          | 1575 (1621)   | 1576 (1624)    | 2015年7月  |
| 車両番号   | 1577 (1625)    | 1578 (1626)   | 1905          | 1906          | 1579 (1627)   | 1580 (1630)    | 2016年8月  |
| 車両番号   | 1581 (1631)    | 1582 (1632)   | 1911          | 1912          | 1583 (1633)   | 1584 (1636)    | 2015年8月  |
| 車両番号   | 1585 (1637)    | 1585 (1638)   | 1929          | 1930          | 1587 (1639)   | 1588 (1642)    | 2013年9月  |
| 車両番号   | 1589 (1643)    | 1590 (1644)   | 1915          | 1916          | 1591 (1645)   | 1592 (1648)    | 2014年6月  |
| 車両番号   | 1593 (1649)    | 1594 (1650)   | 1917          | 1918          | 1595 (1651)   | 1596 (1654)    | 2014年5月  |

### その他の改造工事
- 1601編成のデハ1601には1000形デハ1125から移設した架線観測装置を搭載していたが、更新工事に伴い600形605編成の605-1に再度移設した。
- 1997年（平成9年）4月7日に安針塚駅 - 京急田浦駅間で、がけ崩れによる脱線事故に巻き込まれた1533編成のうち、損傷のひどかったデハ1536は解体され、同一番号で新たに製造された車体に元の車体から機器類を移植して運用に復帰した。
- 2010年（平成22年）11月から12月にかけて、6両編成の先頭車に設置されていた電気連結器が撤去された。これは、6両編成が他編成との併結を行わず、普通電車主体で運用されるためである。
- 2016年（平成28年）1月頃から、前面のみ種別・行先表示がフルカラーLEDに変更された[29]。同時に乗務員支援情報（運行情報など）や停車予告機能を有する車上情報管理装置とモニター画面、SR（空間波無線）方式列車無線の搭載等を実施。

## 運用
4両編成は大師線での普通列車運用を主体として、朝・夜の優等列車増結用でも運用された。1998年までの終夜運転では、4両編成が都営浅草線を経由して京成金町線の京成金町駅まで乗り入れていた。
6両編成は1993年から2003年までは1637編成1編成のみであったが、1993年から94年の間は京急空港線内のホームが6両分の長さだったので北総車両の乗り入れができず、北総線直通列車に多用された。その後は800形や1000形に交じって普通列車（一部京急線内急行）に運用された。その後1000形6両編成の廃車進行に伴い、1600番台の8両編成（1600番台のみ）と4両編成を6両編成に組み替え、普通列車を中心に急行にも使用されている。
8両編成は登場当初は京急線内のみで運用されたが、1989年7月以降は都営地下鉄浅草線や京成線・北総線への直通運転を中心に運用されているほか、成田スカイアクセス線経由のアクセス特急（2019年12月-）、ラッシュ時は品川発着の列車にも充当される。
2100形・600形・新1000形・2000形とも連結可能である。
京急社内で使用されている列車の車両組成を表す表には4両編成が「4S」、6両編成が「6S」、8両編成が「8S」と表記される。

## 特別塗装・ラッピング

### 大師線赤札号

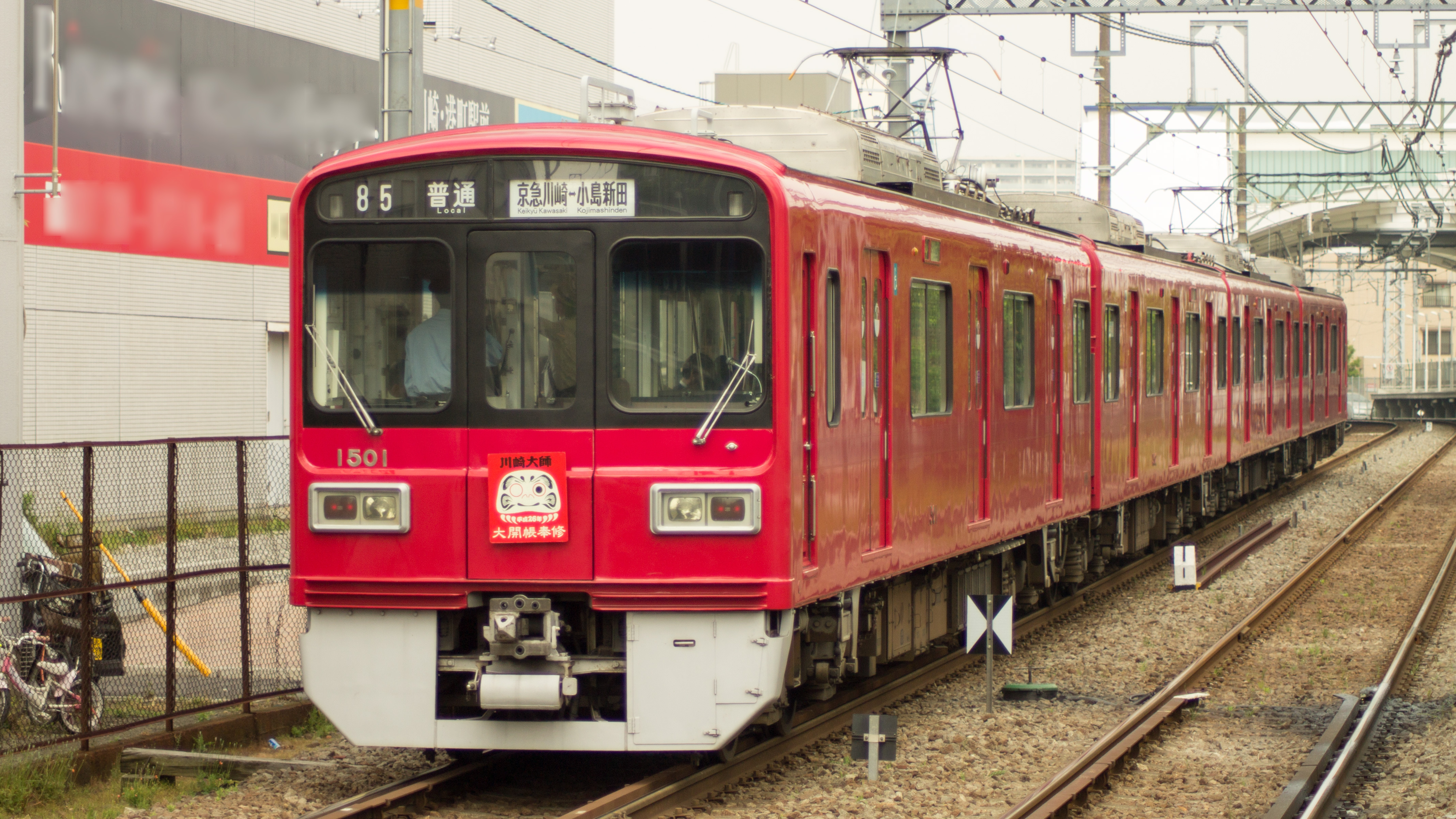
1501編成 大師線赤札号

川崎大師の大開帳奉修に合わせ、2014年5月1日から31日まで「大師線赤札号」として大師線用1501編成の白帯部分をラッピングで消して赤一色に変更して運転された。

### 京急120年の歩み号

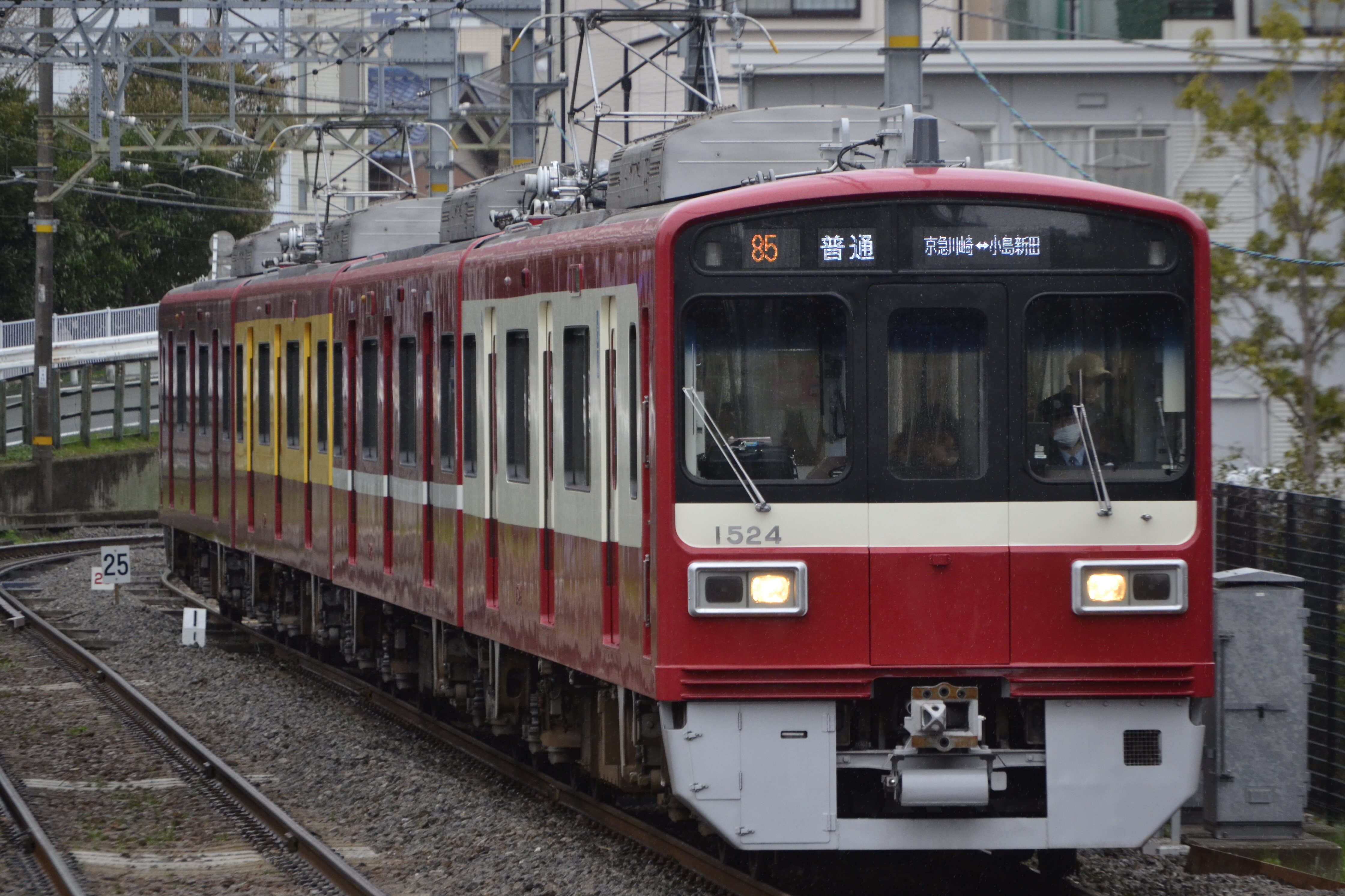
1521編成 京急120年の歩み号

京急創立120周年に合わせ、創立記念日となる2018年2月25日から約1年間、大師線用1521編成が歴代の京急車両の4デザインを施した「京急120年の歩み号」として運行された。
|                     | ← 京急川崎小島新田 →                    |                                      |                                                            |                                               |
| 形式・車種          | デハ1500 (M1c)                          | デハ1500 (M2)                        | デハ1500 (M1)                                              | デハ1500 (M2c)                                |
| 車両番号            | 1521                                    | 1522                                 | 1523                                                       | 1524                                          |
| カラー              | 赤茶色                                  | 赤・黄色                             | 赤・細い白帯                                               | 赤・太い白帯                                  |
| ラッピング イメージ | デ51形の塗装 木製の扉もラッピングで表現 | 500形などに採用された 赤・黄色の塗装 | 初代600形から採用された現行塗装 この車両のみラッピングせず | 2100形などに採用されている 現行優等列車用塗装 |

## 廃車
2012年（平成24年）9月24日に追浜駅 - 京急田浦駅間で土砂崩れに乗り上げて脱線し、1701編成の浦賀寄り4両が大破したため、当該編成は2013年（平成25年）9月6日付で廃車された。このうち7両は解体されたが、損傷が軽微な品川寄り先頭車デハ1706のみ解体せず、金沢検車区内に新設された脱線事故復旧訓練施設に搬入、同施設の訓練用車両として活用されており、再塗装も行われている。搬入に際し、訓練に必要のないスカートと電気連結器が撤去されている。代替に新1000形1161編成が新造された。
その後、2021年（令和3年）には新1000形の追加投入により、1509編成が2021年11月26日付で除籍され、事故以外による初の廃車となったのを皮切りに置き換えが本格化。2024年8月末の時点で、4両編成7本が除籍され、4両編成と鋼製車は消滅している。また、廃車された車両の部品の一部は京急が展開するリノベーション分譲マンションに再利用されている。